# Danh sách tiểu hành tinh: 5701–5800
| Tên                  | Tên đầu tiên | Ngày phát hiện       | Nơi phát hiện            | Người phát hiện                                        |
| -------------------- | ------------ | -------------------- | ------------------------ | ------------------------------------------------------ |
| 5701 Baltuck         | 1929 VS      | 16 tháng 10 năm 1929 | Flagstaff                | C. W. Tombaugh                                         |
| 5702 Morando         | 1931 FC      | 16 tháng 3 năm 1931  | Heidelberg               | M. F. Wolf                                             |
| 5703 Hevelius        | 1931 VS      | 15 tháng 11 năm 1931 | Heidelberg               | K. Reinmuth                                            |
| 5704 Schumacher      | 1950 DE      | 17 tháng 2 năm 1950  | Heidelberg               | K. Reinmuth                                            |
| 5705 Ericsterken     | 1965 UA      | 21 tháng 10 năm 1965 | Uccle                    | H. Debehogne                                           |
| 5706 Finkelstein     | 1971 SS1     | 23 tháng 9 năm 1971  | Nauchnij                 | Đài thiên văn vật lý thiên văn Krym                    |
| 5707 Shevchenko      | 1976 GY3     | 2 tháng 4 năm 1976   | Nauchnij                 | N. S. Chernykh                                         |
| 5708 Melancholia     | 1977 TC1     | 12 tháng 10 năm 1977 | Đài thiên văn Zimmerwald | P. Wild                                                |
| 5709 Tamyeunleung    | 1977 TS3     | 12 tháng 10 năm 1977 | Nanking                  | Purple Mountain Observatory                            |
| 5710 Silentium       | 1977 UP      | 18 tháng 10 năm 1977 | Đài thiên văn Zimmerwald | P. Wild                                                |
| 5711 Eneev           | 1978 SO4     | 27 tháng 9 năm 1978  | Nauchnij                 | L. I. Chernykh                                         |
| 5712 Funke           | 1979 SR      | 25 tháng 9 năm 1979  | Kleť                     | A. Mrkos                                               |
| 5713                 | 1982 FF3     | 21 tháng 3 năm 1982  | La Silla                 | H. Debehogne                                           |
| 5714 Krasinsky       | 1982 PR      | 14 tháng 8 năm 1982  | Nauchnij                 | N. S. Chernykh                                         |
| 5715 Kramer          | 1982 SE1     | 22 tháng 9 năm 1982  | Anderson Mesa            | E. Bowell                                              |
| 5716 Pickard         | 1982 UH      | 17 tháng 10 năm 1982 | Anderson Mesa            | E. Bowell                                              |
| 5717 Damir           | 1982 UM6     | 20 tháng 10 năm 1982 | Nauchnij                 | L. G. Karachkina                                       |
| 5718                 | 1983 PB      | 4 tháng 8 năm 1983   | Lake Tekapo              | A. C. Gilmore, P. M. Kilmartin                         |
| 5719 Křižík          | 1983 RX      | 7 tháng 9 năm 1983   | Kleť                     | A. Mrkos                                               |
| 5720 Halweaver       | 1984 FN      | 29 tháng 3 năm 1984  | Palomar                  | C. S. Shoemaker, E. M. Shoemaker                       |
| 5721                 | 1984 SO5     | 18 tháng 9 năm 1984  | La Silla                 | H. Debehogne                                           |
| 5722 Johnscherrer    | 1986 JS      | 2 tháng 5 năm 1986   | Palomar                  | INAS                                                   |
| 5723 Hudson          | 1986 RR2     | 6 tháng 9 năm 1986   | Anderson Mesa            | E. Bowell                                              |
| 5724                 | 1986 WE      | 22 tháng 11 năm 1986 | Toyota                   | K. Suzuki, T. Urata                                    |
| 5725 Nördlingen      | 1988 BK2     | 23 tháng 1 năm 1988  | Palomar                  | C. S. Shoemaker, E. M. Shoemaker                       |
| 5726 Rubin           | 1988 BN2     | 24 tháng 1 năm 1988  | Palomar                  | C. S. Shoemaker, E. M. Shoemaker                       |
| 5727                 | 1988 BB4     | 19 tháng 1 năm 1988  | La Silla                 | H. Debehogne                                           |
| 5728                 | 1988 BJ4     | 20 tháng 1 năm 1988  | La Silla                 | H. Debehogne                                           |
| 5729                 | 1988 TA1     | 13 tháng 10 năm 1988 | Kushiro                  | S. Ueda, H. Kaneda                                     |
| 5730 Yonosuke        | 1988 TP1     | 13 tháng 10 năm 1988 | Gekko                    | Y. Oshima                                              |
| 5731 Zeus            | 1988 VP4     | 4 tháng 11 năm 1988  | Palomar                  | C. S. Shoemaker, E. M. Shoemaker                       |
| 5732                 | 1988 WC      | 29 tháng 11 năm 1988 | Yorii                    | M. Arai, H. Mori                                       |
| 5733                 | 1989 AQ      | 4 tháng 1 năm 1989   | Kushiro                  | S. Ueda, H. Kaneda                                     |
| 5734 Noguchi         | 1989 AL1     | 15 tháng 1 năm 1989  | Kitami                   | K. Endate, K. Watanabe                                 |
| 5735 Loripaul        | 1989 LM      | 4 tháng 6 năm 1989   | Palomar                  | E. F. Helin                                            |
| 5736 Sanford         | 1989 LW      | 6 tháng 6 năm 1989   | Palomar                  | E. F. Helin                                            |
| 5737 Itoh            | 1989 SK      | 30 tháng 9 năm 1989  | Minami-Oda               | T. Nomura, K. Kawanishi                                |
| 5738 Billpickering   | 1989 UY3     | 27 tháng 10 năm 1989 | Palomar                  | E. F. Helin                                            |
| 5739                 | 1989 WK2     | 24 tháng 11 năm 1989 | Siding Spring            | R. H. McNaught                                         |
| 5740 Toutoumi        | 1989 WM3     | 29 tháng 11 năm 1989 | Gekko                    | Y. Oshima                                              |
| 5741 Akanemaruta     | 1989 XC      | 2 tháng 12 năm 1989  | Oohira                   | W. Kakei, M. Kizawa, T. Urata                          |
| 5742                 | 1990 TN4     | 9 tháng 10 năm 1990  | Siding Spring            | R. H. McNaught                                         |
| 5743 Kato            | 1990 UW      | 19 tháng 10 năm 1990 | Susono                   | M. Akiyama, T. Furuta                                  |
| 5744 Yorimasa        | 1990 XP      | 14 tháng 12 năm 1990 | Yakiimo                  | A. Natori, T. Urata                                    |
| 5745                 | 1991 AN      | 9 tháng 1 năm 1991   | Okutama                  | T. Hioki, S. Hayakawa                                  |
| 5746                 | 1991 CK      | 5 tháng 2 năm 1991   | Yorii                    | M. Arai, H. Mori                                       |
| 5747                 | 1991 CO3     | 10 tháng 2 năm 1991  | Siding Spring            | R. H. McNaught                                         |
| 5748 Davebrin        | 1991 DX      | 19 tháng 2 năm 1991  | Palomar                  | E. F. Helin                                            |
| 5749                 | 1991 FV      | 17 tháng 3 năm 1991  | Palomar                  | E. F. Helin                                            |
| 5750 Kandatai        | 1991 GG1     | 11 tháng 4 năm 1991  | Kitami                   | A. Takahashi, K. Watanabe                              |
| 5751 Zao             | 1992 AC      | 5 tháng 1 năm 1992   | Ayashi Station           | M. Koishikawa                                          |
| 5752                 | 1992 CJ      | 10 tháng 2 năm 1992  | Uenohara                 | N. Kawasato                                            |
| 5753 Yoshidatadahiko | 1992 EM      | 4 tháng 3 năm 1992   | Kitami                   | K. Endate, K. Watanabe                                 |
| 5754                 | 1992 FR2     | 24 tháng 3 năm 1992  | Kushiro                  | S. Ueda, H. Kaneda                                     |
| 5755                 | 1992 OP7     | 20 tháng 7 năm 1992  | La Silla                 | H. Debehogne, Á. López G.                              |
| 5756 Wassenbergh     | 6034 P-L     | 24 tháng 9 năm 1960  | Palomar                  | C. J. van Houten, I. van Houten-Groeneveld, T. Gehrels |
| 5757 Tichá           | 1967 JN      | 6 tháng 5 năm 1967   | El Leoncito              | C. U. Cesco, A. R. Klemola                             |
| 5758 Brunini         | 1976 QZ1     | 20 tháng 8 năm 1976  | El Leoncito              | M. R. Cesco                                            |
| 5759 Zoshchenko      | 1980 BJ4     | 22 tháng 1 năm 1980  | Nauchnij                 | L. G. Karachkina                                       |
| 5760 Mittlefehldt    | 1981 EX13    | 1 tháng 3 năm 1981   | Siding Spring            | S. J. Bus                                              |
| 5761 Andreivanov     | 1981 ED21    | 2 tháng 3 năm 1981   | Siding Spring            | S. J. Bus                                              |
| 5762 Wänke           | 1981 EG28    | 2 tháng 3 năm 1981   | Siding Spring            | S. J. Bus                                              |
| 5763                 | 1982 MA      | 23 tháng 6 năm 1982  | Lake Tekapo              | A. C. Gilmore, P. M. Kilmartin                         |
| 5764                 | 1985 CS1     | 10 tháng 2 năm 1985  | La Silla                 | H. Debehogne                                           |
| 5765 Izett           | 1986 GU      | 4 tháng 4 năm 1986   | Palomar                  | C. S. Shoemaker, E. M. Shoemaker                       |
| 5766                 | 1986 QR3     | 29 tháng 8 năm 1986  | La Silla                 | H. Debehogne                                           |
| 5767 Moldun          | 1986 RV2     | 6 tháng 9 năm 1986   | Anderson Mesa            | E. Bowell                                              |
| 5768 Pittich         | 1986 TN1     | 4 tháng 10 năm 1986  | Anderson Mesa            | E. Bowell                                              |
| 5769 Michard         | 1987 PL      | 6 tháng 8 năm 1987   | Caussols                 | CERGA                                                  |
| 5770                 | 1987 RY      | 12 tháng 9 năm 1987  | La Silla                 | H. Debehogne                                           |
| 5771 Somerville      | 1987 ST1     | 21 tháng 9 năm 1987  | Anderson Mesa            | E. Bowell                                              |
| 5772 Johnlambert     | 1988 LB      | 15 tháng 6 năm 1988  | Palomar                  | E. F. Helin                                            |
| 5773                 | 1989 NO      | 2 tháng 7 năm 1989   | Palomar                  | E. F. Helin                                            |
| 5774 Ratliff         | 1989 NR      | 2 tháng 7 năm 1989   | Palomar                  | E. F. Helin                                            |
| 5775 Inuyama         | 1989 SP      | 29 tháng 9 năm 1989  | Kani                     | Y. Mizuno, T. Furuta                                   |
| 5776                 | 1989 UT2     | 29 tháng 10 năm 1989 | Okutama                  | T. Hioki, N. Kawasato                                  |
| 5777 Hanaki          | 1989 XF      | 3 tháng 12 năm 1989  | Kani                     | Y. Mizuno, T. Furuta                                   |
| 5778 Jurafrance      | 1989 YF5     | 28 tháng 12 năm 1989 | Haute Provence           | E. W. Elst                                             |
| 5779 Schupmann       | 1990 BC1     | 23 tháng 1 năm 1990  | Kushiro                  | S. Ueda, H. Kaneda                                     |
| 5780 Lafontaine      | 1990 EJ2     | 2 tháng 3 năm 1990   | La Silla                 | E. W. Elst                                             |
| 5781 Barkhatova      | 1990 SM28    | 24 tháng 9 năm 1990  | Nauchnij                 | G. R. Kastel', L. V. Zhuravleva                        |
| 5782 Akirafujiwara   | 1991 AF      | 7 tháng 1 năm 1991   | Siding Spring            | R. H. McNaught                                         |
| 5783 Kumagaya        | 1991 CO      | 5 tháng 2 năm 1991   | Okutama                  | T. Hioki, S. Hayakawa                                  |
| 5784 Yoron           | 1991 CY      | 9 tháng 2 năm 1991   | Yakiimo                  | A. Natori, T. Urata                                    |
| 5785 Fulton          | 1991 FU      | 17 tháng 3 năm 1991  | Palomar                  | E. F. Helin                                            |
| 5786 Talos           | 1991 RC      | 3 tháng 9 năm 1991   | Siding Spring            | R. H. McNaught                                         |
| 5787                 | 1992 FA1     | 26 tháng 3 năm 1992  | Kushiro                  | S. Ueda, H. Kaneda                                     |
| 5788                 | 1992 NJ      | 1 tháng 7 năm 1992   | Siding Spring            | R. H. McNaught                                         |
| 5789 Sellin          | 4018 P-L     | 24 tháng 9 năm 1960  | Palomar                  | C. J. van Houten, I. van Houten-Groeneveld, T. Gehrels |
| 5790 Nagasaki        | 9540 P-L     | 17 tháng 10 năm 1960 | Palomar                  | C. J. van Houten, I. van Houten-Groeneveld, T. Gehrels |
| 5791 Comello         | 4053 T-2     | 29 tháng 9 năm 1973  | Palomar                  | C. J. van Houten, I. van Houten-Groeneveld, T. Gehrels |
| 5792 Unstrut         | 1964 BF      | 18 tháng 1 năm 1964  | Tautenburg Observatory   | F. Börngen                                             |
| 5793 Ringuelet       | 1975 TK6     | 5 tháng 10 năm 1975  | El Leoncito              | Felix Aguilar Observatory                              |
| 5794 Irmina          | 1976 SW3     | 24 tháng 9 năm 1976  | Nauchnij                 | N. S. Chernykh                                         |
| 5795 Roshchina       | 1978 SH1     | 27 tháng 9 năm 1978  | Nauchnij                 | L. I. Chernykh                                         |
| 5796                 | 1978 VK5     | 7 tháng 11 năm 1978  | Palomar                  | E. F. Helin, S. J. Bus                                 |
| 5797 Bivoj           | 1980 AA      | 13 tháng 1 năm 1980  | Kleť                     | A. Mrkos                                               |
| 5798 Burnett         | 1980 RL7     | 13 tháng 9 năm 1980  | Palomar                  | S. J. Bus                                              |
| 5799 Brewington      | 1980 TG4     | 9 tháng 10 năm 1980  | Palomar                  | C. S. Shoemaker                                        |
| 5800 Pollock         | 1982 UV1     | 16 tháng 10 năm 1982 | Kleť                     | A. Mrkos                                               |